# Charles Epstein (matemático)
Charles L. Epstein (Pensilvânia, 1957) é um matemático estadunidense. É professor da Cátedra Thomas A. Scott de Matemática da Universidade da Pensilvânia.

## Vida e obra
Charles Epstein estudou matemática no Instituto de Tecnologia de Massachusetts (MIT), com pós-graduação no Instituto Courant de Ciências Matemáticas da Universidade de Nova Iorque, onde obteve um doutorado em 1983, orientado por Peter Lax.

## Prêmios e condecorações
Em 2014 foi eleito fellow da American Mathematical Society.

## Livros
- C L Epstein, Introduction to the mathematics of medical imaging.  Second edition. Society for Industrial and Applied Mathematics (SIAM), Philadelphia, PA, 2008. xxxiv+761 pp. ISBN 978-0-89871-642-9
- C L Epstein, The spectral theory of geometrically periodic hyperbolic 3-manifolds. Mem. Amer. Math. Soc. 58 (1985), no. 335, ix+161 pp.

## Publicações
- C L Epstein, R B Melrose, G A Mendoza, Resolvent of the Laplacian on strictly pseudoconvex domains. Acta Mathematica 167 (1991), no. 1–2, 1–106.
- C L Epstein, The hyperbolic Gauss map and quasiconformal reflections. Journal für die reine und angewandte Mathematik 372 (1986), 96–135.
- C L Epstein, R Melrose, Contact degree and the index of Fourier integral operators. Math. Res. Lett. 5 (1998), no. 3, 363–381.
- C L Epstein, Embeddable CR-structures and deformations of pseudoconvex surfaces. I. Formal deformations. J. Algebraic Geom. 5 (1996), no. 2, 277–368.
- C L Epstein, CR-structures on three-dimensional circle bundles. Invent. Math. 109 (1992), no. 2, 351–403.
- D M Burns, C L Epstein, Embeddability for three-dimensional CR-manifolds. Journal of the American Mathematical Society 3 (1990), no. 4, 809–841.
- C L Epstein A relative index on the space of embeddable CR-structures. I. Annals of Mathematics (2) 147 (1998), no. 1, 1–59.
- C L Epstein, Asymptotics for closed geodesics in a homology class, the finite volume case. Duke Math. J. 55 (1987), no. 4, 717–757.
- C L Epstein; G M Henkin, Stability of embeddings for pseudoconcave surfaces and their boundaries. Acta Mathematica 185 (2000), no. 2, 161–237.
- C L Epstein, A relative index on the space of embeddable CR-structures. II. Annals of Math. (2) 147 (1998), no. 1, 61–91.
- D Burns, C L Epstein, Characteristic numbers of bounded domains. Acta Mathematica 164 (1990), no. 1–2, 29–71.
- C L Epstein, M Gage, The curve shortening flow. Wave motion: theory, modelling, and computation (Berkeley, Calif., 1986), 15–59, Math. Sci. Res. Inst. Publ., 7, Springer, New York, 1987.
- D M Burns,  Jr, C L Epstein, A global invariant for three-dimensional CR-manifolds. Invent. Math. 92 (1988), no. 2, 333–348.
- C L Epstein, G M Henkin, Extension of CR-structures for 3-dimensional pseudoconcave manifolds. Multidimensional complex analysis and partial differential equations (São Carlos, 1995), 51–67, Contemp. Math., 205, Amer. Math. Soc., Providence, RI, 1997.
- C L Epstein, B Kleiner, Spherical means in annular regions. Comm. Pure Appl. Math. 46 (1993), no. 3, 441–451.
- C L Epstein, G M Henkin, Embeddings for 3-dimensional CR-manifolds. Complex analysis and geometry (Paris, 1997), 223–236, Progr. Math., 188, Birkhäuser, Basel, 2000.
- C L Epstein, Subelliptic SpinC Dirac operators. I. Annals of Mathematics (2) 166 (2007), no. 1, 183–214.